# Vildt Naturligt
Vildt Naturligt er et dansk radioprogram og podcast, der siden 20. februar 2020 er blevet sendt på DR P1. Biologerne Vicky Knudsen og Johan Olsen er værter på programmet, hvor temaet er naturvidenskab.
I første udsendelse blev det blandt andet afsløret, at det ikke giver effekt at knipse på en dåseøl, for at mindske spild før den bliver åbnet.
Programmets tema er et uddrag af sangen "Blister in the Sun" af det amerikanske rockband Violent Femmes fra deres selvbetitlede debutalbum fra 1983.